# Cot Lhok Bak Kala
Cot Lhok Bak Kala är en kulle i Indonesien.   Den ligger i provinsen Aceh, i den västra delen av landet, 1 800 km nordväst om huvudstaden Jakarta. Toppen på Cot Lhok Bak Kala är 224 meter över havet.
Terrängen runt Cot Lhok Bak Kala är kuperad åt nordost, men åt sydväst är den platt. Runt Cot Lhok Bak Kala är det ganska glesbefolkat, med 22 invånare per kvadratkilometer. Närmaste större samhälle är Banda Aceh, 14,6 km väster om Cot Lhok Bak Kala. Omgivningarna runt Cot Lhok Bak Kala är en mosaik av jordbruksmark och naturlig växtlighet.